# Angelo Vitali
Angelo Vitali fou un músic italià del segle xviii.
Només se sap que va néixer a Mòdena i es desconeix la data del seu naixement i la seva mort, sabent-ne pels documents de l'època que fou mestre de capella a Orvieto.
Fou un reanomenat polifonista, organista i autor de la música d'una òpera titulada Tomiri, estrenada a Venècia.